# Борис Райтшустер
Борис Райтшустер (нім. Boris Reitschuster, нар. 12 травня 1971, Аугсбург) — німецький журналіст, телеведучий. Райтшустер вважається знавцем Східної Європи, і став відомий своїми книгами про сучасну Росію.

## Життєпис
Після закінчення гімназії Святого Стефана в Аугсбурзі в 1990 році Борис Райтшустер здає іспит на перекладача в науковому центрі Московського економіко-статистичного інституту. з 1992 по 1994 рік — московський кореспондент газет «Deutsche Allgemeine Sonntagsblatt», «Darmstädter Echo» і «Thüringer Allgemeine». Після роботи в газеті «Augsburger Allgemeine» з 1995 по 1997 рік працював кореспондентом інформаційних агентств dpa і AFP в Аугсбурзі і Мюнхені.
З листопада 1999 року по серпень 2015 року був керівником московського бюро журналу новин «Фокус».
У своїх книгах Райтшустер критично описує політичну систему Росії, особливо він критикує президента Володимира Путіна.

## Нагороди
- Журналістська премія Асоціації вигнаних Баварії (нім. Journalistenpreis des Bundes der Vertriebenen Bayern, 1998)
- Журналістська премія «Інші часи» (нім. Andere Zeiten Journalistenpreis, 2004)
- Медаль Теодора Гойса (нім. Theodor-Heuss-Medaille, 2008)